# معركة زيلينسو
معركة زيلينسو (بالإنجليزية: Battle of Zieleńce)‏ هي معركة وقعت خلال أحداث الحرب البولندية الروسية عام 1792 ، التي اندلعت علي خلفية صدور الدستور البولندي الصادر في 3 مايو 1791 . وقعت المعركة في 18 يوليو 1792 ، بين جيش الكومنولث البولندي الليتواني بقيادة جوزيف بونياتوفسكي ومجموعة من الجيش الإمبراطوري الروسي تحت قيادة الجنرال إيراكلي موركوف، والتي كانت جزءًا من القوات الروسية التابعة للجنرال ميخائيل كريشتنيكوف التي تغزو جيش الكومنولث البولندي الليتواني من الجنوب. انتهت المعركة بالنصر البولندي، حيث تم صد الهجوم الروسي، على الرغم من انسحاب البولنديين قريبًا من ساحة المعركة.

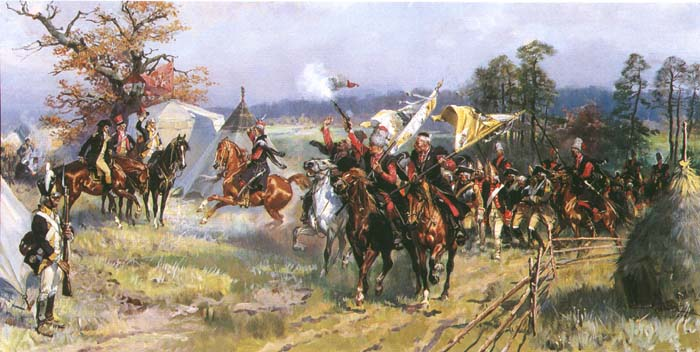
مشهد فني لما بعد المعركة

## قائمة المراجع
- Piotr Derdej (2008). Zieleńce - Mir - Dubienka 1792. Bellona. ISBN:978-83-11-11039-7. مؤرشف من الأصل في 2016-12-24. اطلع عليه بتاريخ 2013-07-01.  Piotr Derdej (2008). Zieleńce - Mir - Dubienka 1792. Bellona. ISBN:978-83-11-11039-7. مؤرشف من الأصل في 2016-12-24. اطلع عليه بتاريخ 2013-07-01.  Piotr Derdej (2008). Zieleńce - Mir - Dubienka 1792. Bellona. ISBN:978-83-11-11039-7. مؤرشف من الأصل في 2016-12-24. اطلع عليه بتاريخ 2013-07-01.
- Jadwiga Nadzieja (1988). Od Jakobina do księcia namiestnika. Wydawnictwo "Śląsk". ISBN:978-83-216-0682-8.  Jadwiga Nadzieja (1988). Od Jakobina do księcia namiestnika. Wydawnictwo "Śląsk". ISBN:978-83-216-0682-8.  Jadwiga Nadzieja (1988). Od Jakobina do księcia namiestnika. Wydawnictwo "Śląsk". ISBN:978-83-216-0682-8.
- Alex Storozynski (28 أبريل 2009). The Peasant Prince: and the Age of Revolution. St. Martin's Press. ص. 165. ISBN:978-0-312-62594-8. مؤرشف من الأصل في 2020-05-31. اطلع عليه بتاريخ 2013-07-23.  Alex Storozynski (28 أبريل 2009). The Peasant Prince: and the Age of Revolution. St. Martin's Press. ص. 165. ISBN:978-0-312-62594-8. مؤرشف من الأصل في 2020-05-31. اطلع عليه بتاريخ 2013-07-23.  Alex Storozynski (28 أبريل 2009). The Peasant Prince: and the Age of Revolution. St. Martin's Press. ص. 165. ISBN:978-0-312-62594-8. مؤرشف من الأصل في 2020-05-31. اطلع عليه بتاريخ 2013-07-23.